# Juanita McNeely
Juanita McNeely (Ferguson, Misuri, 13 de marzo de 1936-Manhattan, Nueva York, 18 de octubre de 2023)fue una artista feminista estadounidense conocida por sus atrevidas obras que ilustran la experiencia femenina en sus pinturas figurativas desnudas, grabados, recortes de papel y piezas de cerámica. Los elementos emocionales feministas en su trabajo incluyen la representación de experiencias femeninas como el aborto, la violación y la menstruación. Sus recurrentes problemas de salud y sus expresivas composiciones figurativas han provocado comparaciones con Frida Kahlo. Según McNeely, "nosotras, como mujeres, debemos continuar la lucha para mantener nuestros derechos o dejar que los niños lideren el camino".

## Biografía
McNeely nació en Ferguson, Misuri, el 13 de marzo de 1936, hijo de Alta y Robert McNeely. En sus primeros años, frecuentó el Museo de Arte de San Luis, donde pudo contemplar obras de Paul Gauguin, Henri Matisse y los expresionistas alemanes. Con 15 años, después de ganar una beca de arte por una pintura al óleo, inició su carrera artística. Se matriculó en la Escuela de Bellas Artes de la Universidad Washington en San Luis. Estudió bajo la atenta mirada de Werner Drewes, con quien McNeely comenzó una formación rigurosa en composición y técnica. En su segundo año, los profesores le permitieron trabajar sin modelos a petición suya debido a su conocimiento intuitivo de la forma humana. Se graduó con su Licenciatura en Bellas Artes (Bachelor of Fine Arts, BFA) en 1959.
Durante su primer año de universidad, McNeely fue hospitalizada por una hemorragia persistente, siéndole diagnosticado un cáncer y una expectativa de tres a seis meses de vida. Declaró que esa experiencia fue la razón por la que perdió el miedo a hablar de "las cosas que no son necesariamente agradables". Otro obstáculo que tuvo que afrontar en sus primeros años fue el sexismo del que fue objeto en el mundo del arte. Más tarde recordó que un profesor de anatomía la llevó a un lado durante una clase y le dijo: "Mira, nunca triunfarás como artista... porque eres demasiado delgada y no pareces un buen p...o". Esta experiencia también contribuyó a la inclusión de los temas feministas en su trabajo.
Después de una breve pausa en México, McNeely comenzó sus estudios de posgrado en la Universidad del Sur de Illinois, donde trabajó en un happening con el artista Allan Kaprow. Posteriormente, se trasladó a Chicago, obtuvo un puesto de trabajo en el Instituto de Arte de Chicago que le permitió seguir pintando y realizando exposiciones individuales y colectivas.
McNeely murió el 18 de octubre de 2023 en el Hospital Lenox Hill en Manhattan a la edad de 87 años.

## Trayectoria profesional
Mientras estaba en la Universidad del Sur de Illinois, McNeely decidió que estaba lista para ir a la ciudad de Nueva York, donde se instaló en 1967 con su esposo y abrió un estudio en el East Village. En 1968, completó Woman's Psyche, una obra de varios paneles que Sharyn Finnegan ha descrito como una "trágica visión de la menstruación". Maryse Holder lo caracterizó como una imagen de "una mujer común y corriente llena de misterios primarios" en las "profundidades de la experiencia femenina".
En Nueva York, la salud de McNeely se deterioró cuando se le detectó un nuevo tumor. Como estaba embarazada y el aborto era entonces ilegal, los médicos poco podían hacer para tratarla. Esta adversidad y falta de control sobre su propio cuerpo alimentaron el feminismo de McNeely. Fue una de las primeras en abordar la cuestión del aborto en su cuadro de 1969 titulado Is it Real? Yes it is (¿Es real? Sí lo es).
En 1970, McNeely se unió a Prince Street Gallery, un colectivo de artistas que exhibe artistas abstractos y figurativos contemporáneos. Se estableció en el Soho en 1970 como una consecuencia de la Alianza de Artistas Figurativos  McNeely expuso extensamente en Prince Street Gallery en la década de 1970, lo que le dio la libertad artística para expresar lo que necesitaba decir como mujer artista. En 1970, también se mudó al edificio de apartamentos Westbeth Artists Community, la asequible residencia de artistas en el barrio de West Village, donde vivió el resto de su vida.
En 1975, a McNeely le diagnosticaron nuevamente cáncer, lo que la impulsó a eliminar sus posesiones materiales y vivir con ligereza, lo que se refleja en los colores claros y las figuras solitarias y simples que se encuentran en su obra de ese período. Moving Through (1975) ejemplifica esta etapa particular en la vida y carrera de McNeely. Después de divorciarse de su primer marido, conoció al escultor Jeremy Lebensohn, con quien más tarde se casó. De 1981 a 1982 vivieron y viajaron durante seis meses en Francia, donde McNeely sufrió un accidente que dañó su médula espinal y la obligó a utilizar una silla de ruedas. Esta discapacidad la inspiró a pintar y hacer "lo feo y lo terrible hermoso para ella misma".
McNeely continuó exponiendo a pesar de su avanzada edad, incluso en una exposición individual en la Universidad Brandeis. Su exposición, Indomitable Spirit (Espíritu indomitable) encarna el espíritu y el coraje necesarios para desafiar la misoginia y el patriarcado. McNeely también se convirtió en portavoz en todos los eventos de la Organización Internacional de Esposas de Embajadores y Jean Kennedy Smith bajo los auspicios de Very Special Arts desde 1990 hasta 1994, una organización que promueve el acceso y la visibilidad de las artes, y crea oportunidades para artistas con discapacidad. Participó como jurado de una exposición de arte celebrada en honor del 200 aniversario de la colocación de la primera piedra angular de la Casa Blanca celebrada en ese mismo lugar. También, bajo los auspicios de la VSA, McNeely fue jurado y profesora del Programa Internacional de Arte de Yamagata.

## Activismo feminista
McNeely mostró Woman's Psyche (1968) en la First Open Show of Feminist Art, una exposición exclusivamente de mujeres organizada por Marjorie Kramer. También se unió a varios grupos de artistas feministas, incluidos Women Artists in Revolution y Redstockings. McNeely también fue miembro de la galería cooperativa exclusivamente de mujeres, SOHO 20 Gallery, donde tuvo una exposición individual en 1980.
McNeely fue uno de los primeros miembros de Fight Censorship (fundado en 1973), fundado por Anita Steckel, un grupo de mujeres artistas que exploraron la sexualidad femenina y las necesidades o experiencias eróticas de las mujeres. Fight Censorship buscaba cambiar la sociedad conservadora que prohibía a las artistas feministas acceder a trabajos y exposiciones. Para lograrlo, dieron conferencias y educaron al público sobre el arte erótico y los efectos negativos de la censura.

## Temática de su obra

### Erotismo
Muchas de las obras de McNeely se centran en imágenes eróticas. Su arte da una mirada oscura a las experiencias sexuales violentas y, a veces, sangrientas de las mujeres. Como sugiere Joseph Slade, el éxito del arte erótico de McNeely puede demostrarse por los esfuerzos por censurarlo.Se ha descrito que su arte ilustra el miedo de la mayoría de las mujeres a la "vulnerabilidad física, que encarna todas sus funciones sexuales y sus posibles consecuencias devastadoras".

### La experiencia de las mujeres
Otro tema en el trabajo de McNeely es la perspectiva femenina.Su trabajo se centra en el hecho de que el sexo es fundamental para la vida de una mujer, pero a las mujeres no se les permite comentar al respecto. Su arte muestra la violencia, la tortura y el dolor de experiencias en la vida de una mujer como el aborto, la violación y la menstruación. También está presente la noción de que la biología define la identidad de la mujer. Camaleón (1970), por ejemplo, representa a una mujer desnuda con colores vibrantes tumbada sobre una mesa. Ella es sexual desde su propia perspectiva y activa en su sexualidad, que es claramente una experiencia femenina.

### Desnudo/violencia/dolor
El desnudo combinado con violencia, dolor y sangre es un tema recurrente en la obra de McNeely. Se relaciona con su público utilizando el desnudo femenino como agente activo. También utiliza su propia experiencia y perspectiva como mujer para crear una fuerte conexión con el dolor, la sangre y la violencia que conlleva el nacimiento y la feminidad. En El desgarro, por ejemplo, una mujer medio esquelética da a luz rodeada de sangre y vísceras, insinuando que el nacimiento es también una muerte. También muestra el dolor y la violencia de la maternidad en Delicate Balance (1970) al representar a una madre como una loca contorsionada y sangrante que se balancea sobre una cuerda floja.